# 익산미륵사지휴게소

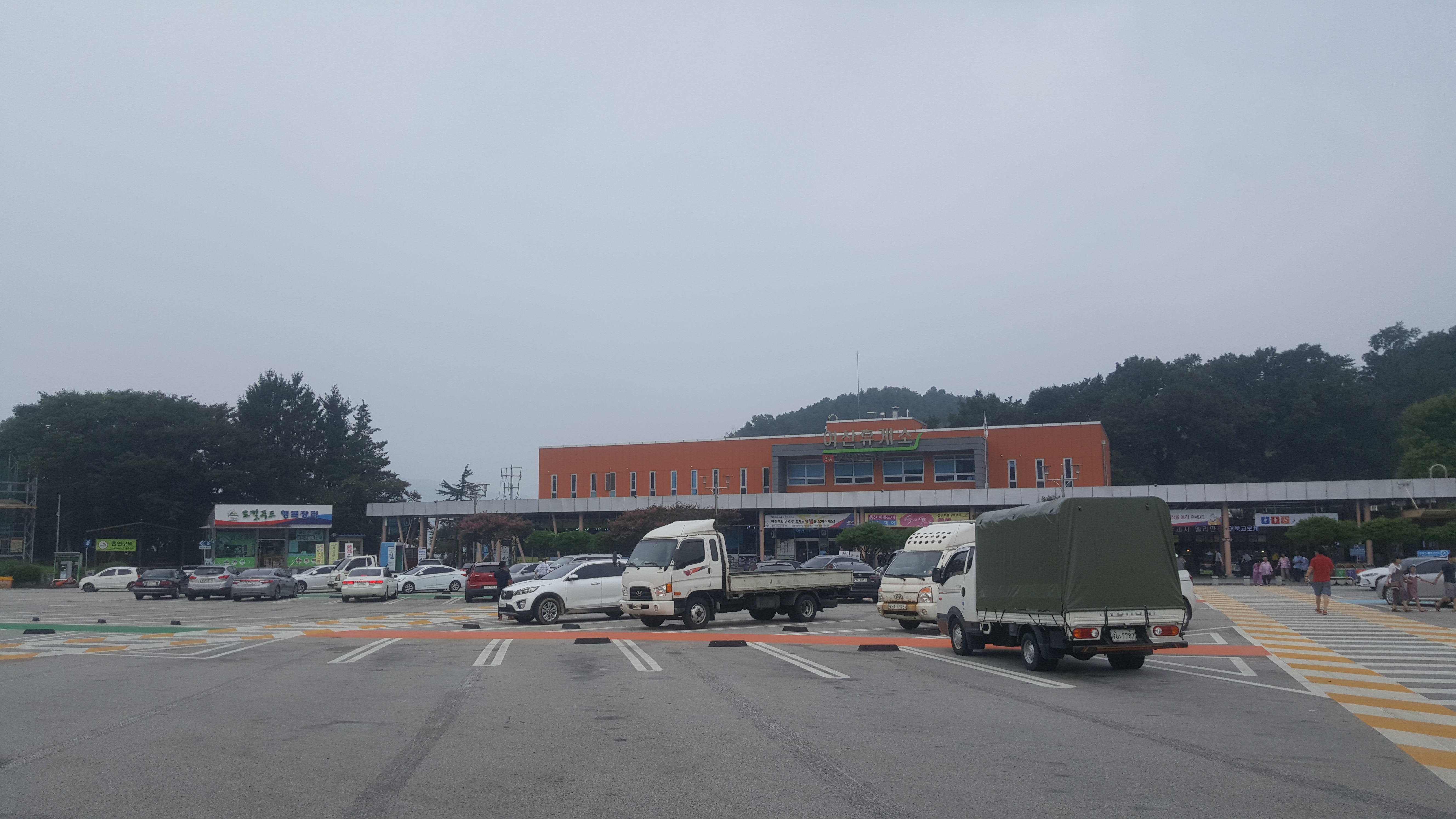
2017년 8월 10일에 찍은 여산휴게소 (순천 방향)

익산미륵사지휴게소(益山彌勒寺址休憩所, Iksan Mireuksa Temple Service Area)는 전북특별자치도 익산시 여산면 호산리에 위치한 호남고속도로의 고속도로 휴게소이다. 순천 방향의 경우 첫번째 고속도로 휴게소이고, 논산 방향의 경우 마지막 고속도로 휴게소이다. 본래 명칭은 여산휴게소였으나, 2024년 11월 27일에 현재의 익산미륵사지휴게소로 변경되었다.

## 시설
- 주차장
- 화장실
- 주유소:알뜰주유소
- LPG 충전소:E1 LPG
- 식당
- 매점
- 현금 자동 입출금기

## 전후
- 익산 나들목→익산미륵사지휴게소→논산 분기점
- 이서휴게소→익산미륵사지휴게소→고속도로 종점